# Будинок Кордопулова
Будинок Кордопулова — найбільший житловий будинок епохи болгарського відродження на Балканах. Знаходиться у східній частині міста Мелник і відноситься до однієї з його головних визначних пам'яток.
Поруч з будинком знаходяться руїни сімейної церкви.
Будинок був побудований в 1754 році та належав багатій грецькій родині купців-виноробів Кордопулос. Будинок використовувався для виробництва, зберігання та торгівлі вином.
Зараз це приватний музей. Тут постійно проводяться екскурсії, які включають відвідування винних льохів і дегустацію вин.

## Архітектура
Архітектура будинку виконана в стилі ренесанс. Будинок дуже добре зберігся в первозданному вигляді та знаходиться в хорошому стані. Реставрація будинку була проведена у 1974-1980 роках.
Будинок Кордопулова складається з чотирьох поверхів, два з яких кам'яні. Два верхні поверхи будинку були житловими. Дуже добре збереглося старовинне оздоблення верхніх поверхів будинку.
Найбільша кімната в будинку — вітальня. У вітальні двадцять чотири вікна, розташованих у два яруси. Верхній ряд вікон прикрашений різнокольоровим венеціанським склом, з насиченим кольором та сумішшю східних елементів. Нижній ряд вікон (12 штук) є типово болгарськими, характерними для мистецтва епохи Відродження.
Вся північна стіна вітальні складається з вбудованих шаф, які розмальовані орнаментами в стилі бароко.
Стеля вітальні виконана із дерева. На ній зображено сонце з дванадцятьма гострими прямокутниками, що символічно зображують число місяців року.
Усі поверхи й горища будинку з'єднують сім внутрішніх сходів.
У будинку зберігся посуд для вина, з якого колись пили гості будинку. Також в будинку збереглося безліч килимів ручної роботи, які також є частиною експозиції.
Нижній поверх будинку Кордопулова — це довгі тунелі, прокладені глибоко в скелі, де знаходяться винні льохи. Місткість льохів становить 250—300 тонн вина. Найбільша бочка, яка зберігається у погребі має місткість 12,5 тонн. Для правильного зберігання вина у тунелях прокладена вентиляційна система. Завдяки тому, що тунелі прокладені всередині скелі, в них завжди зберігається постійна температура.
Підземні коридори порівняно тісні та вузькі. Стіни тунелю обліплені монетками. Туристи загадують бажання і прикріплюють монетку до стіни — якщо монетка приклеїться, значить бажання здійсниться.

## Історія
Останній представник родини Кордопулос — Маноліс загинув під час Балканської війни. У 1912 році Маноліс дав притулок Яну Санданському — болгарському революціонеру, визволителю Мелника від Османського панування. У жовтні 1912 року Маноліс Кордопулос, по підозрі у зв'язках та підтримці повстанських загонів Яне Санданського, був убитий турками, котрі вже залишали місто. Під час Балканської війни місто Мелник зазнало значних руйнувань і практично було перетворене на руїни, але будинок Кордопулова у той час суттєво не постраждав.
Після смерті Маноліса, будинок успадкувала місцева мешканка Агнеса, яка припадала чи то сестрою, чи то прислугою Кордопулова. Вона вийшла заміж за Георгія Цінцаров і, разом з ним, стала господинею дому. Оскільки сім'я Цінцар була бездітною, вони усиновили свого племінника Гавраїла. Зараз будинок належить сину Гавраїла — Миколі Паспалеву.

## Значення
Будинок сім'ї Кордопулос входить до сотні національних туристичних об'єктів Болгарії та серед них займає четверте місце.
У 1998 році Міністерство культури Болгарії оголосило будинок Кордопулова архітектурною, художньою та історичною пам'яткою культури.

## Галерея

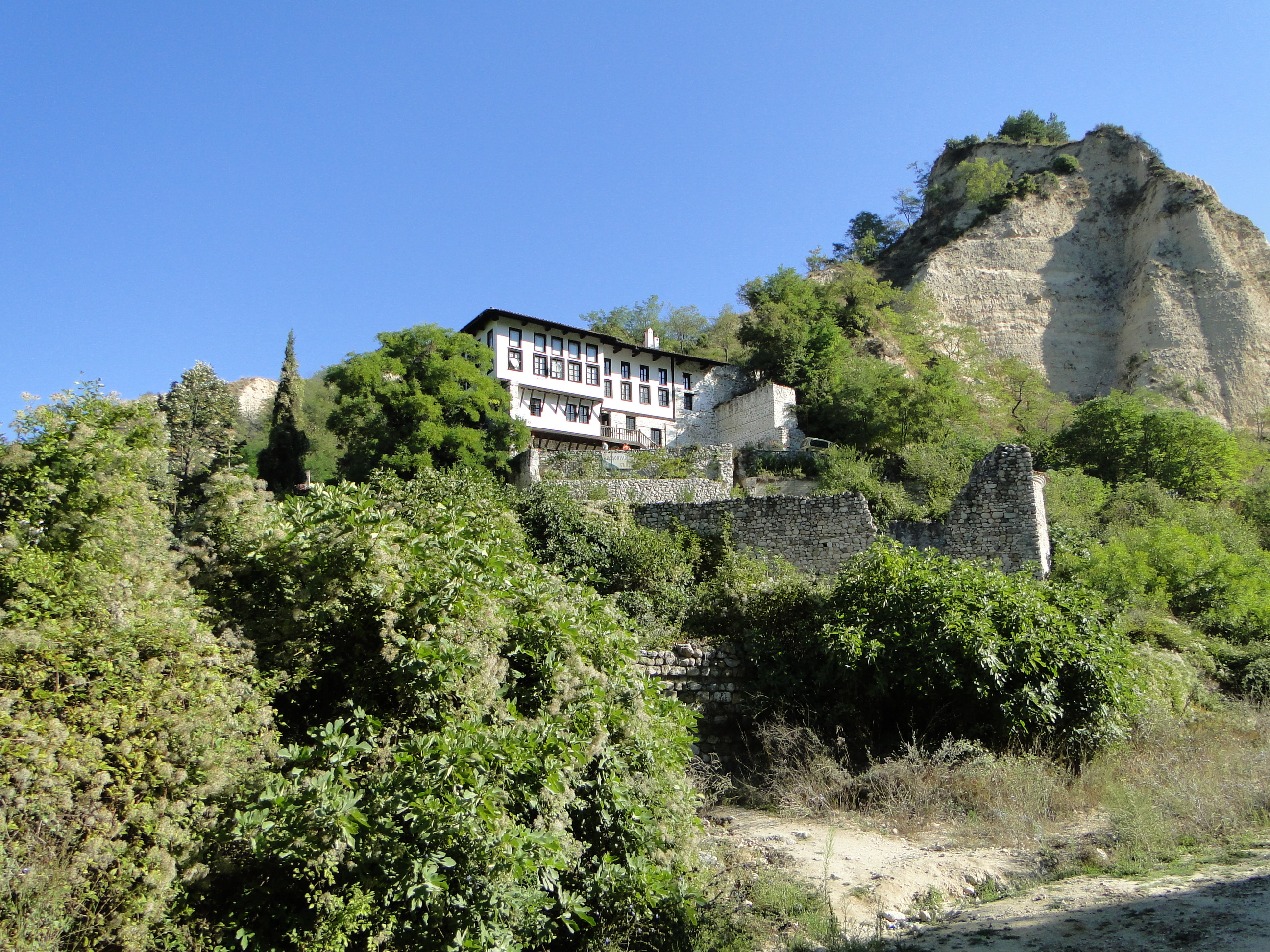
Будинок Кордопулова
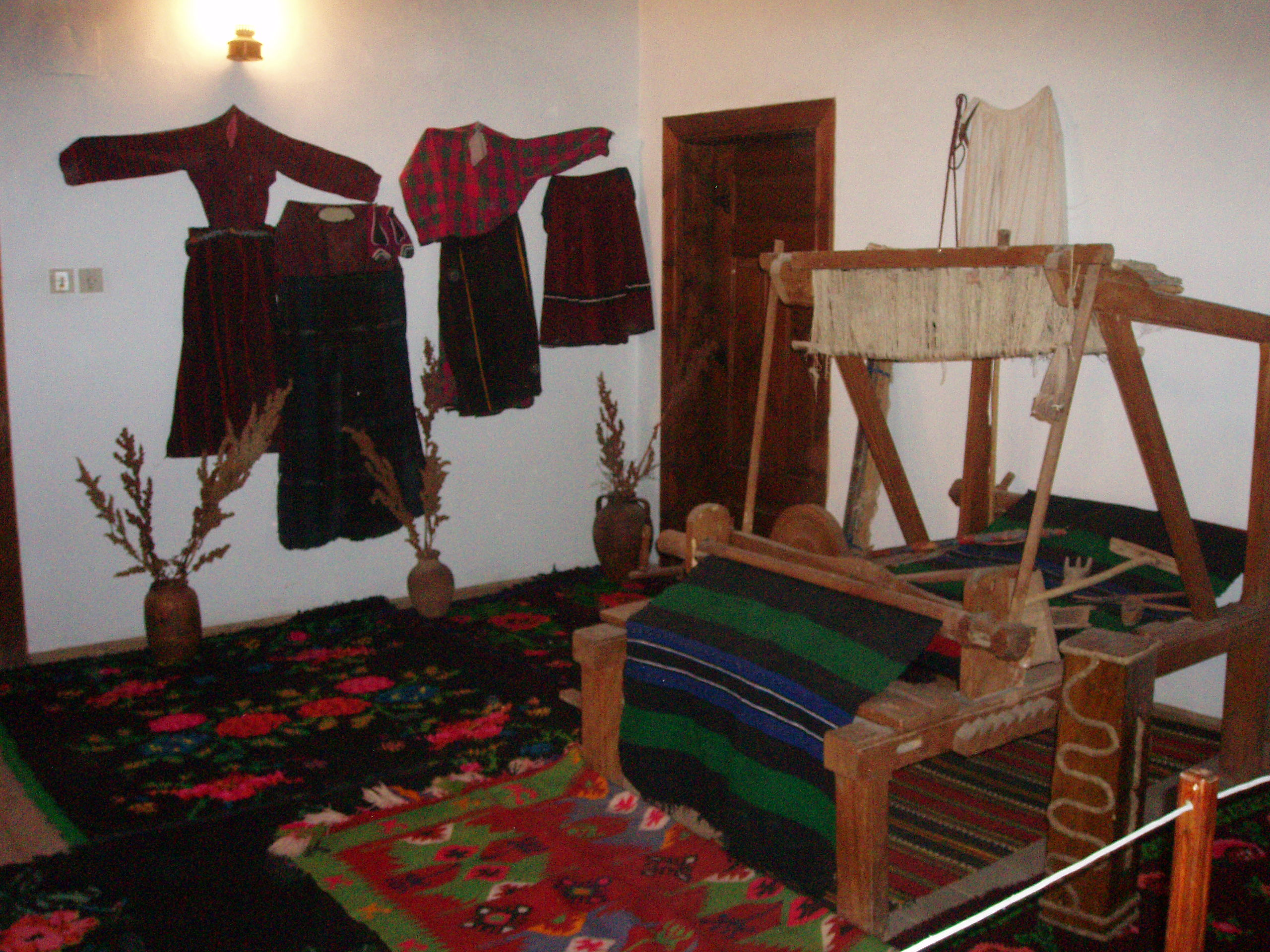
Постійна експозиція
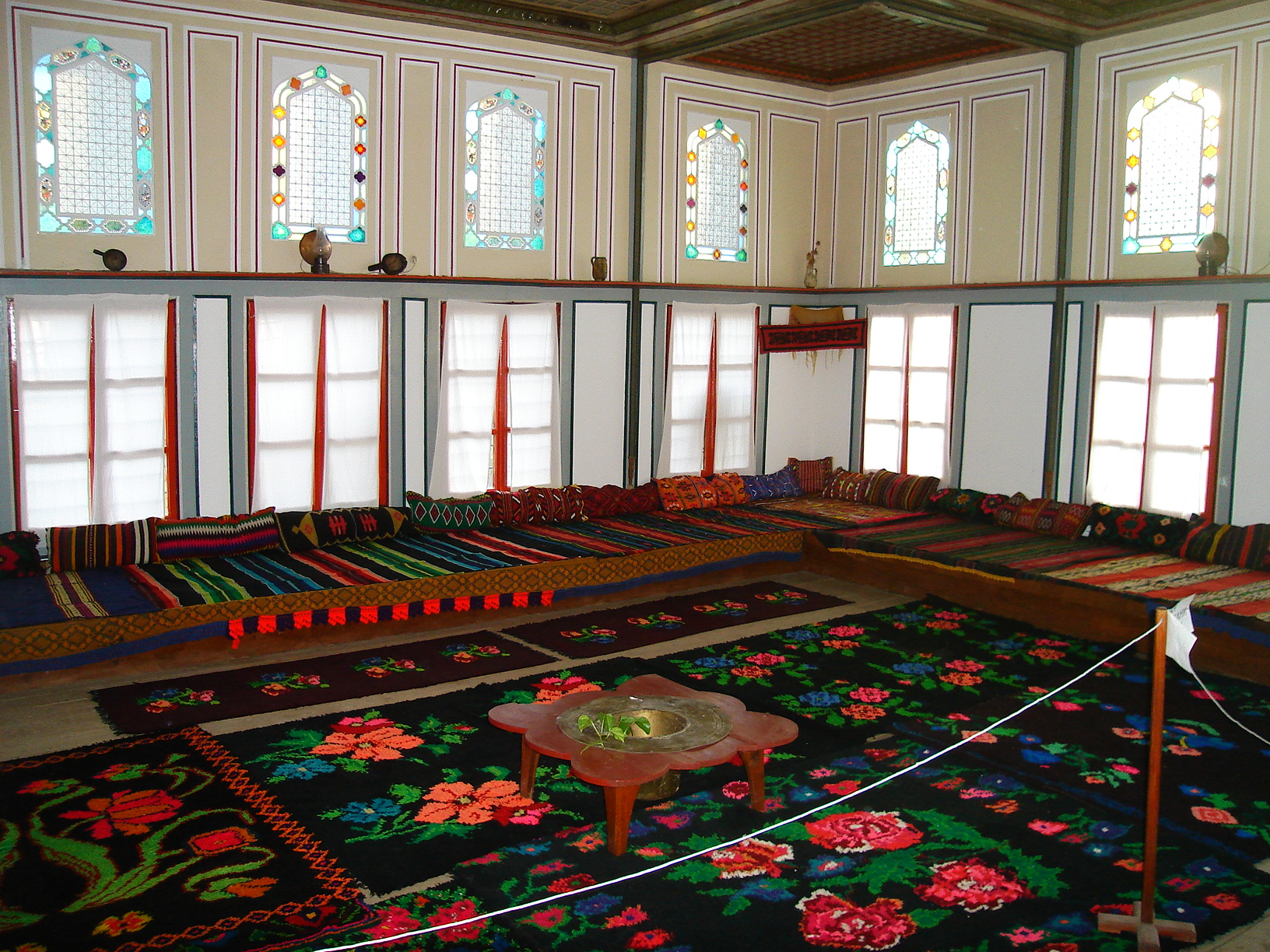
Вітальня в будинку Кордопулова
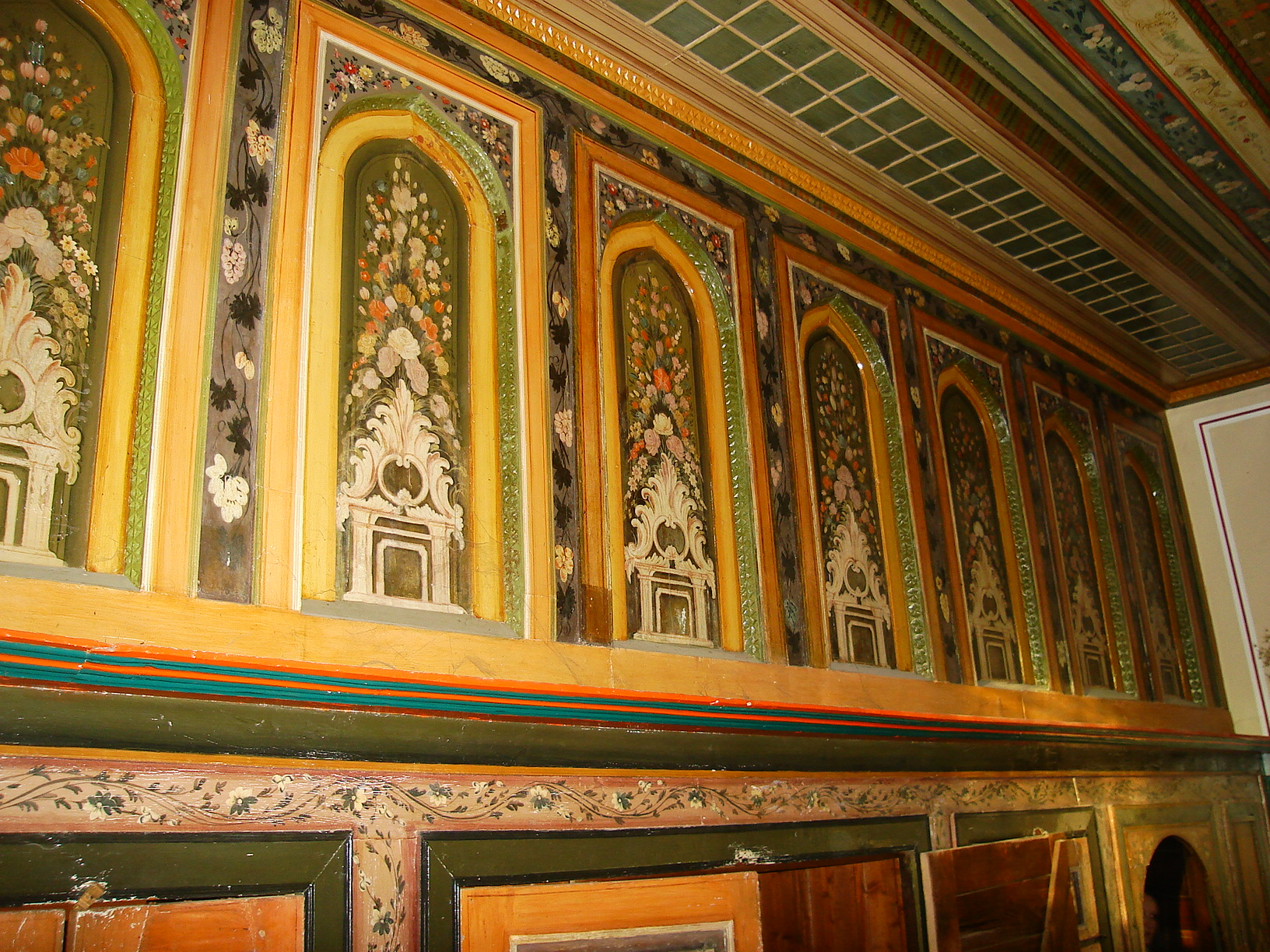
Північна стіна вітальні
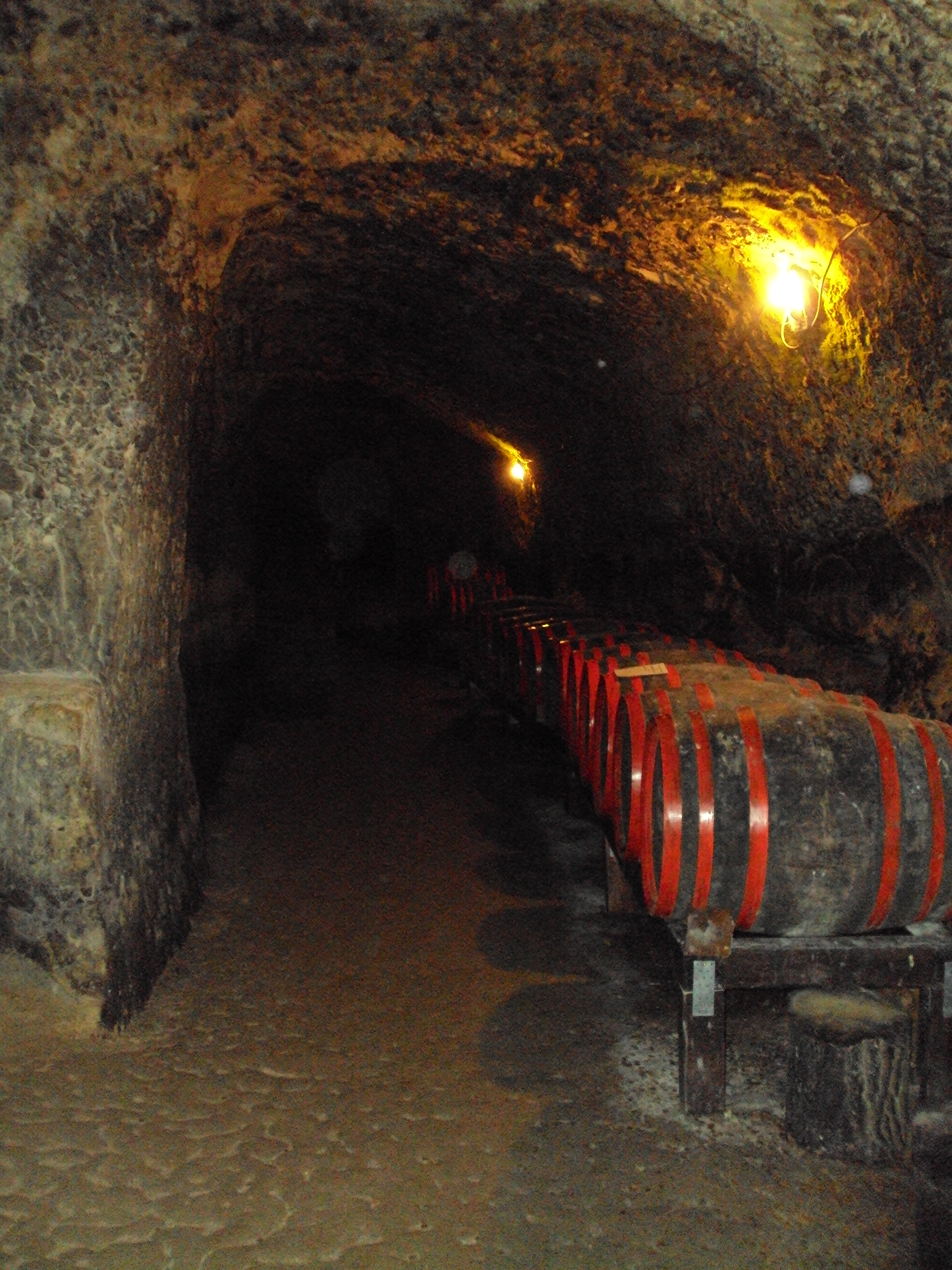
Льохи будинку Кордопулова
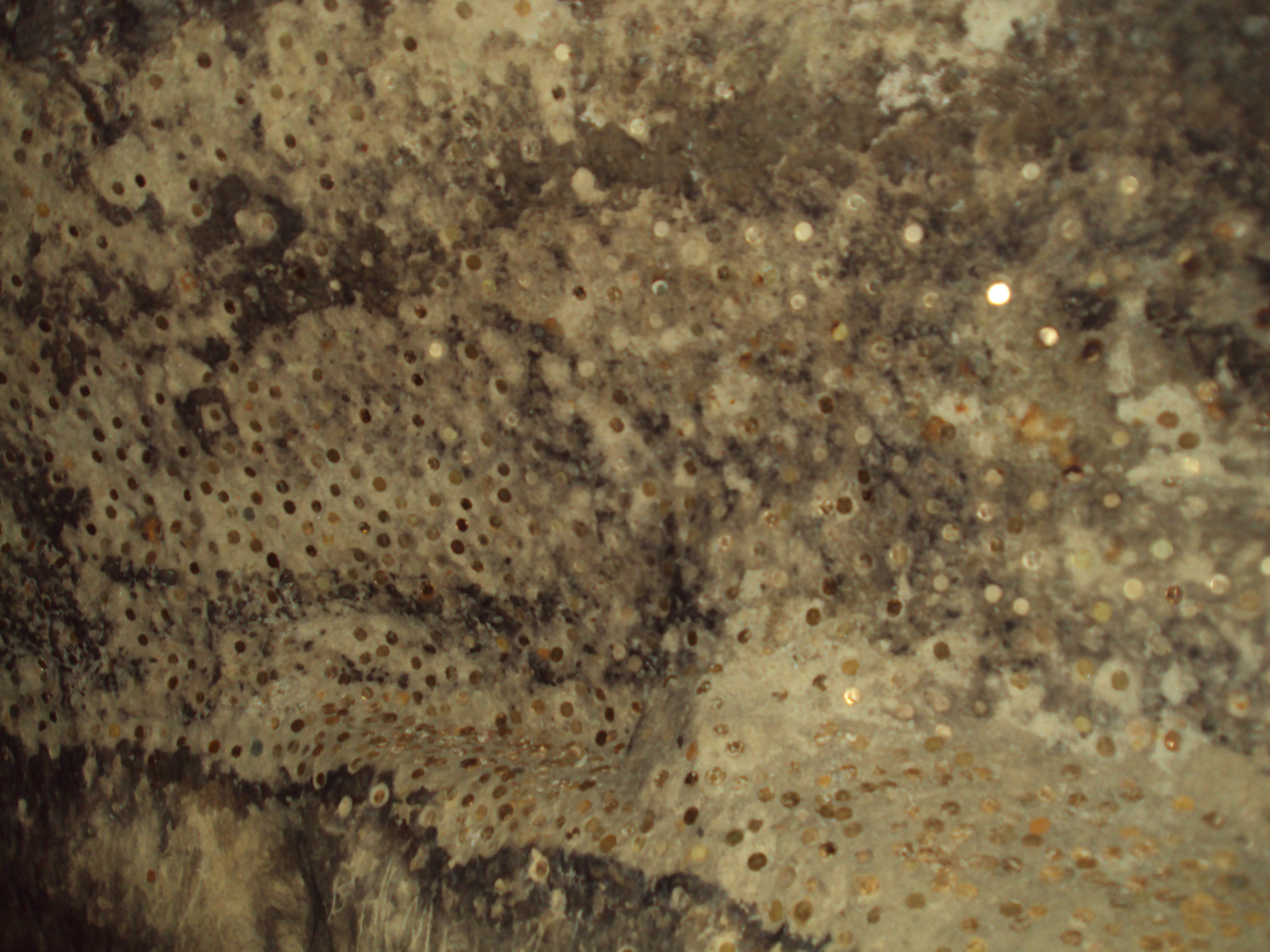
Монети на стінах тунелю